# Discodeles bufoniformis
Discodeles bufoniformis là một loài ếch trong họ Ranidae.
Nó được tìm thấy ở Papua New Guinea và quần đảo Solomon.
Các môi trường sống tự nhiên của chúng là các khu rừng ẩm ướt đất thấp nhiệt đới hoặc cận nhiệt đới, sông, các đồn điền, vườn nông thôn, và các khu rừng trước đây bị suy thoái nặng nề.
Nó bị đe dọa do mất môi trường sống.